# ザクセン＝アンハルト州

ザクセン＝アンハルト州
Land Sachsen-Anhalt

| ザクセン＝アンハルト州の旗 | ザクセン＝アンハルト州の紋章 |
| -------------------------- | ---------------------------- |
| 州旗                       | 州の紋章                     |
| 州歌                       | なし                         |

| 州都                            | マクデブルク                                                   |
| 面積                            | 20,451.58[1] km² （第8位）                                     |
| 人口 - 総計 - 人口密度          | （2023年12月31日） 2,180,448[2] 人 （第11位） 107 人/km²       |
| ISO 3166-2:DE                   | DE-ST                                                          |
| 公式サイト                      | ザクセン＝アンハルト州政府                                     |
| 政 治                           |                                                                |
| 州首相                          | ライナー・ハーゼロフ（ドイツキリスト教民主同盟）               |
| 与党                            | ドイツキリスト教民主同盟、 ドイツ社会民主党 及び 同盟90/緑の党 |
| 前回選挙                        | 2021年6月6日                                                   |
| 次回選挙                        | 2026年                                                         |
| 連邦参議院（上院） での投票権数 | 4                                                              |
| 地 方                           |                                                                |
| 市町村数 * 独立市               | 1,049 3                                                        |

ザクセン＝アンハルト州（ザクセン＝アンハルトしゅう、Land Sachsen-Anhalt）は、ドイツ連邦共和国を構成する16の連邦州のひとつであり、1990年のドイツ再統一により新たに誕生した5州（いわゆる「新連邦州」）州都マクデブルクは州の中心部に位置し、ザクセン＝アンハルト州で最も人口の多い都市でもある。

## 地理
ザクセン＝アンハルト州はドイツ北東部に位置し、連邦州の中で8番目の広さを有する。西はニーダーザクセン州、南はテューリンゲン州とザクセン州、東と北はブランデンブルク州に接している内陸州である。
州域の南東から中心部のマクデブルクを経由して北へ流れるエルベ川と、南から北上しマクデブルクの南東でエルベ川に合流する支流のザーレ川との二大河川を中心として平坦な土地が広がる。南西の一部は、北ドイツにおいて最も標高の高い部分で、ニーダーザクセン州とテューリンゲン州とにまたがりハルツ山地が広がる。最高峰は、ブロッケン現象で知られるブロッケン山（海抜1,141.1m）である。

## 歴史
今日の州に属する領域はドイツ帝国時代（1871年-1918年）のプロイセン王国ザクセン州 (Provinz Sachsen) の大部分、アンハルト公国の全域、ブラウンシュヴァイク公国 (Herzogtum Braunschweig) の一部をあわせた部分に相当する。帝政崩壊後はそれぞれヴァイマル共和政の邦たるアンハルト自由州、ブラウンシュヴァイク自由州となったが、枠組みの変更はなかった。
1944年7月、プロイセンのザクセン州は再編され、北半分がマクデブルク州、南半分がハレ＝メルゼブルク州となり、エアフルト周辺はテューリンゲン州に編入された。
第二次世界大戦後はソビエト連邦の管理地区（ソ連占領地域）となり、1945年にマクデブルク州、ハレ＝メルゼブルク州、アンハルト自由州、そしてブラウンシュヴァイク自由州に属していたカルフェルデ（飛地）とブランケンブルク郡の東部、テューリンゲン州に属していたアルシュテット（飛地）とが統合され、新たなザクセン州（Provinz Sachsen）が成立した。この時点での州の面積は24,576km²あった。州都は、マクデブルクが戦災で壊滅状態であったためハレに置かれたが、ソ連占領地区では米英仏占領地区とは異なり、州の上に設置された中央行政機関による中央集権的な行政がされた。州名は同年のうちにザクセン＝アンハルト州（Provinz Sachsen-Anhalt）に、1947年にプロヴィンツ（Provinz）からラント（Land）に改称された。

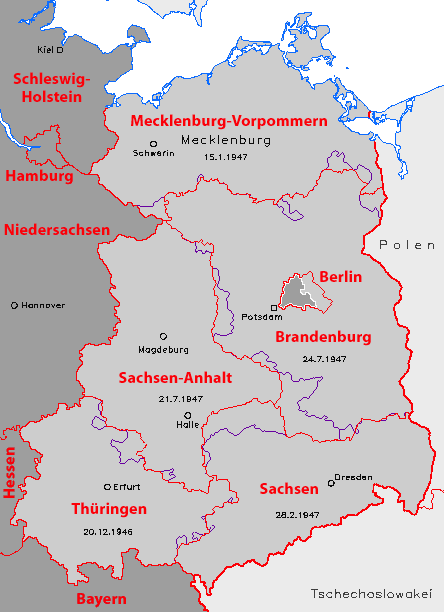
1947年-1952年の州境
1990年以降の州境

1949年、ドイツ民主共和国（東ドイツ）が成立し、その5州のうちの1州となった。1952年の地方行政改革により州を廃止し、県を設置することになり、ザクセン＝アンハルト州はおおむねマクデブルク県とハレ県になったが、一部は周辺の県に編入された。
1990年10月3日、マクデブルク県、ハレ県（アルテルン郡を除く）、コトブス県のイェッセン郡によって、新たにザクセン＝アンハルト州が誕生した。州の人口は減少傾向にあり、ドイツの16州のうち1996年以降は第10位であったが、2004年には第11位となった。
2004年1月1日、県を廃止し21の郡 (Landkreis) と、郡に属さない3つの郡独立市 (Kreisfreie Stadt) となった。21の郡の下には行政単位として121の市 (Stadt) と、918の町村（Gemeinde）が含まれた（そのうちの95市915町村は、周辺の市町村と行政連合を組んで自治体業務を合理化していた）。
2007年7月1日、郡の再編が行われ、全11郡と3つの郡独立市となった。

## 政治

### 州議会
州議会 (Landtag) は一院制で、議員は小選挙区比例代表併用制で選出される。2020年現在の議席数は87。2016年3月13日に行われた州議会選挙での、各党の「得票率／獲得議席数（前回2011年選挙からの増減）／議席占有率」は以下の通りである。
- ドイツキリスト教民主同盟 (CDU)　29.8%／30議席(-6)／34.5%
- ドイツのための選択肢(AfD)　24.2%／24議席(+24)／27.6%
- 左翼党 (Linke)　16.3%／17議席(-12)／19.5%
- ドイツ社会民主党 (SPD)　10.6%／11議席(-15)／12.6%
- 同盟90/緑の党 (GRÜNE)　5.2%／5議席(-4)／5.7%

　――――――――――――――――――――――――――――――――――
- 自由民主党 (FDP)　4.9%／0議席(±0)／0%

改選前はCDU・SPDの2党連立により、ライナー・ハーゼロフ（CDU）が州首相を務めていたが、これにGRÜNEを加えた3党の連立によりハーゼロフが州首相の座を継続することとなった。

### 歴代州首相
| 代     | 氏名                     | 所属政党 | 就任日         | 退任日         |
| ------ | ------------------------ | -------- | -------------- | -------------- |
| 1      | エアハルト・ヒューベナー | LDP      | 1947年7月21日  | 1949年8月13日  |
| 2      | ヴェルナー・ブルシュケ   | SED      | 1949年8月13日  | 1952年7月23日  |
| 州廃止 |                          |          |                |                |
| 3      | ゲルト・ギース           | CDU      | 1990年10月28日 | 1991年7月4日   |
| 4      | ヴェルナー・ミュンヒ     | CDU      | 1991年7月4日   | 1993年11月28日 |
| 5      | クリストフ・ベルグナー   | CDU      | 1993年12月2日  | 1994年7月21日  |
| 6      | ラインハルト・ヘプナー   | SPD      | 1994年7月21日  | 2002年5月16日  |
| 7      | ヴォルフガング・ベーマー | CDU      | 2002年5月16日  | 2011年4月19日  |
| 8      | ライナー・ハーゼロフ     | CDU      | 2011年4月19日  | （現職）       |

## 地方行政
州の行政単位は11の郡 (Landkreis) と、郡には属さない3つの郡独立市 (Kreisfreie Stadt) とで構成される。郡の下には行政単位として市 (Stadt) と、町村（Gemeinde）が含まれる。なお、2004年から2007年までは郡は21あったが、集約されて現在の数となった。

### 郡

郡と郡独立市

| 郡                                     | 人口（人） (2023年12月31日) | 面積 (km²) | 人口密度 （人/km²） |
| -------------------------------------- | --------------------------- | ---------- | ------------------- |
| アンハルト＝ビッターフェルト郡 (ABI)   | 156,642                     | 1,452.71   | 108                 |
| ブルゲンラント郡 (BLK)                 | 177,174                     | 1,413.36   | 125                 |
| ベルデ郡 (BK)                          | 170,984                     | 2,366.19   | 72                  |
| ハルツ郡 (HZ)                          | 208,804                     | 2,104.00   | 99                  |
| イェリヒョウアー・ラント郡 (JL)        | 89,914                      | 1,576.66   | 57                  |
| マンスフェルト＝ズュートハルツ郡 (MSH) | 131,071                     | 1,448.60   | 90                  |
| ザーレ郡 (SK)                          | 184,255                     | 1,433.22   | 129                 |
| ザルツラント郡 (SLK)                   | 184,943                     | 1,425.86   | 130                 |
| アルトマルク・ザルツヴェーデル郡 (SAW) | 81,851                      | 2,292.52   | 36                  |
| シュテンダール郡 (SDL)                 | 109,592                     | 2,422.96   | 45                  |
| ヴィッテンベルク郡 (WB)                | 123,246                     | 1,929.89   | 64                  |

### 郡独立市
| 郡独立市                | 人口（人） (2023年12月31日) | 面積 (km²) | 人口密度 （人/km²） |
| ----------------------- | --------------------------- | ---------- | ------------------- |
| デッサウ＝ロスラウ (DE) | 79,686                      | 244.62     | 326                 |
| ハレ (ザーレ) (HAL)     | 242,172                     | 135.02     | 1,794               |
| マクデブルク (MD)       | 240,114                     | 200.95     | 1,195               |

### 2004年から2007年の行政区分

2004年から2007年の郡と郡独立市

#### 郡
1. アルトマルク・ザルツヴェーデル郡（ドイツ語版）
2. アンハルト＝ツェルプスト郡（ドイツ語版）
3. アシャースレーベン＝シュタスフルト郡（ドイツ語版）
4. ベルンブルク郡（ドイツ語版）
5. ビッターフェルト郡（ドイツ語版）
6. ベルデ郡（ドイツ語版）
7. ブルゲンラント郡
8. ハルバーシュタット郡（ドイツ語版）
9. イェリヒョウアー・ラント郡（ドイツ語版）
10. ケーテン郡（ドイツ語版）
11. マンスフェルダー・ラント郡（ドイツ語版）
12. メルゼブルク＝クヴェーアフルト郡（ドイツ語版）
13. オーレ郡（ドイツ語版）
14. クヴェードリンブルク郡（ドイツ語版）
15. ザール郡（ドイツ語版）
16. ザンガーハウゼン郡（ドイツ語版）
17. シェーネベック郡（ドイツ語版）
18. シュテンダール郡（ドイツ語版）
19. ヴァイセンフェルス郡（ドイツ語版）
20. ヴェルニゲローデ郡（ドイツ語版）
21. ヴィッテンベルク郡（ドイツ語版）

#### 郡独立市
- DE: デッサウ
- HAL: ハレ (ザーレ)
- MD: マクデブルク

## シンボル
- 州の紋章
- 州旗

1991年1月29日に制定された。紋章の上半分はザクセン、下半分はアンハルトに由来する。右上に描かれた黒い鷲はプロイセンの象徴である。